# Aculops albensis
Aculops albensis är en spindeldjursart som beskrevs av David C.M. Manson 1984. Aculops albensis ingår i släktet Aculops och familjen Eriophyidae. Inga underarter finns listade i Catalogue of Life.